# Paderborn Baskets
O Paderborn Baskets 91 EV, também conhecido como Uni Baskets Paderborn por motivos de patrocinadores, é um clube profissional de basquetebol masculino com sede em Paderborn, Alemanha que atualmente disputa a ProA, correspondente a segunda divisão germânica. O clube manda seus jogos no Sportzentrum Maspernplatz com capacidade para 3.000 espectadores.

## Histórico de Temporadas
| Temporada | Nível | Liga       | Pos.     | Resultado         |
| --------- | ----- | ---------- | -------- | ----------------- |
| 2006-07   | 1     | Bundesliga | 14       |                   |
| 2007-08   | 1     | Bundesliga | 11       |                   |
| 2008-09   | 1     | Bundesliga | 8        | Quartas de Finais |
| 2009-10   | 1     | Bundesliga | 18       | Rebaixado         |
| 2010-11   | 2     | ProA       | 7        |                   |
| 2011-12   | 2     | ProA       | 12       |                   |
| 2012-13   | 2     | ProA       | 13       |                   |
| 2013-14   | 2     | ProA       | 12       |                   |
| 2014–15   | 2     | ProA       | 12       |                   |
| 2015–16   | 2     | ProA       | 13       |                   |
| 2016–17   | 2     | ProA       | 10       |                   |
| 2017–18   | 2     | ProA       | 13       |                   |
| 2018-19   | 2     | ProA       | 13       |                   |
| 2019-20   | 2     | ProA       | COVID 19 | COVID 19          |
| 2020-21   | 2     | ProA       | 10º      |                   |
| 2021-22   | 2     | ProA       | 6º       | Quartas de finais |
| 2022-23   | 2     | ProA       | 11º      |                   |
| 2023-24   | 2     | ProA       | 18º      | Rebaixado         |
| 2024-25   | 3     | ProB       | 3º       | Oitavas de finais |
| 2025-26   | 2     | ProA       |          |                   |

fonte: eurobasket.com e basketball-bund.net